# Amore senza confini
Amore senza confini (Beyond Borders) è un film del 2003 diretto da Martin Campbell e interpretato da Angelina Jolie e Clive Owen.

## Trama
Sarah Jordan è una giovane donna statunitense che ha sposato un uomo britannico e vive a Londra. Mentre partecipa ad una riunione fra persone benestanti, viene colpita dalla personalità del medico Nick Callahan che interrompe bruscamente la serata per portare alla luce i problemi che attanagliano l'Africa, e in particolare l'Etiopia, dopo la sospensione dei fondi per gli aiuti umanitari, motivata dal governo Thatcher con ragioni politiche.
Per rendere di maggior effetto la sua richiesta di aiuto, Callahan porta anche un bambino malnutrito proveniente dalle zone in cui lui presta il suo impegno, e con il quale verrà arrestato poco più tardi per aver disturbato la cena. Una persona paga la cauzione chiedendogli in cambio alcuni favori nel commercio illegale nei paesi africani, ma Callahan rifiuta di aiutarlo. Il bambino africano, intanto, durante uno spostamento in prigione, scappa e muore assiderato.
Sarah riflette a lungo sulle problematiche esposte dal dottor Callahan e infine decide di abbandonare temporaneamente il marito per andare a dare il suo aiuto direttamente sul campo, portando con sé camion pieni di medicinali e cibo. Durante il tragitto verso la base di Nick Callahan, Sarah porta sul suo camion una madre con il ventre squarciato ed un bambino in evidente stato di denutrizione. Una volta arrivata alla base, chiede a Nick di curarli, ma questi riesce a salvare solo il bambino che così può essere anche vaccinato.
Conclusa l'esperienza in Africa, Sarah fa ritorno a Londra, ha un bambino e collabora con l'ONU per gli aiuti umanitari ai profughi. Un giorno arriva a Londra un amico di Nick che le chiede di poter mettere il nome dell'ONU su dei camion di medicinali affinché questi non vengano depredati durante il tragitto. Questa richiesta, e l'aver sorpreso il marito in casa con un'amante, convince Sarah a tornare in prima linea ed aiutare Nick direttamente.
Questa volta siamo in Cambogia, e Sarah scopre che per aiutare maggiormente le persone Nick si è dedicato anche al traffico illegale di armi. Sarah che pensava di essersi compromessa già abbastanza autorizzando il trasporto di semplici medicinali da parte dell'ONU, si sente tradita. Ma quando Nick le spiega la situazione, lei lo capisce, lo perdona, e gli rivela per la prima volta i sentimenti che nutre nei suoi confronti e, prima di lasciarlo, fanno l'amore.
Più tardi a Londra, al compleanno della figlia più piccola ripensa a Nick (che è il padre della bimba) e chiede alla sorella, giornalista, di andare in Cecenia a cercarlo. La sorella riesce a farsi mandare in Cecenia per lavoro e qui scopre che Nick, durante le riprese di un servizio per la BBC, ha subìto un'imboscata e non si sa che fine abbia fatto. Raggiunta anche lei la Cecenia, lo cerca disperatamente e riesce a scoprire che si trova in un posto a qualche chilometro dalla città dove, una volta giunta, lo ritrova per poi scappare insieme. Braccati dai rapitori riescono comunque a portare quasi a termine la fuga quando Nick è colpito dalle fucilate degli inseguitori e Sarah mette il piede su una mina. Sarah, ormai spacciata, si fa saltare in aria e così Nick potrà essere soccorso e salvato.
Alla fine si vede Nick mentre legge una lettera scritta da Sarah, in cui lei gli scrive che lo ha sempre amato e che ha sempre sperato che un giorno potessero avere una vita felice. Nick va a trovare sua figlia, Anna, mentre suona al piano il brano (Träumerei di Robert Schumann) che piaceva tanto a Sarah e che aveva suonato la prima sera in Africa.

## Promozione
Come tagline promozionali del film, sono state utilizzate:

## Distribuzione
Il film è uscito negli USA il 24 ottobre 2003 e in Italia il 6 febbraio 2004. Nelle edizioni home video in italiano, la pellicola è stata successivamente reintitolata Beyond Borders - Amore senza confini.
Il doppiaggio italiano è stato eseguito dalla SEFIT-CDC, con direzione del doppiaggio e dialoghi italiani di Francesco Vairano e con assistente al doppiaggio Roberta Schiavon.

## Riconoscimenti
- 2003 - Razzie Awards
  - Candidatura alla peggior attrice protagonista a Angelina Jolie
- 2004 - Political Film Society
  - Candidatura al Premio per la pace